# 855

## Události
- srpen – vpád východofranského krále Ludvíka Němce na Moravu

## Úmrtí
- 29. září – římský císař Lothar I. Franský

## Hlavy státu
- Velkomoravská říše – Rostislav
- Papež – Lev IV. – Benedikt III.
- Anglie
  - Wessex a Kent – Ethelwulf
  - Mercie – Burgred
- Skotské království – Kenneth I.
- Východofranská říše – Ludvík II. Němec
- Západofranská říše – Karel II. Holý
- První bulharská říše – Boris I.
- Byzanc – Michael III.
- Svatá říše římská – Lothar I. Franský + Ludvík II. Němec